# 1908년 메시나 지진

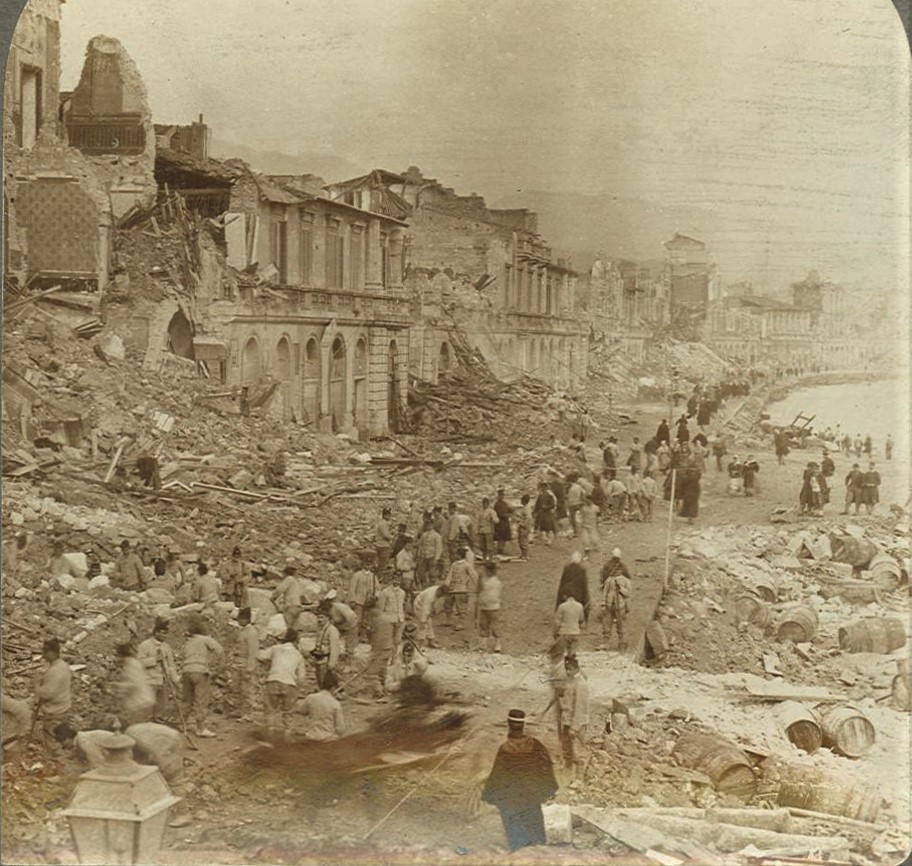
지진과 쓰나미에 의한 피해

메시나 지진(이탈리아어: Terremoto di Messina del 1908)은 1908년 12월 28일에 이탈리아 남부에서 발생한 대지진이다. 지진 규모는 M7.1. 이탈리아 왕국 시칠리아 메시나가 지진과 쓰나미에 직격당해 완전히 파괴되었다.

## 같이 보기
- 이탈리아의 지진 목록